# Polyalthia lateritia
Polyalthia lateritia là một loài thực vật thuộc họ Annonaceae. Loài này có ở Malaysia và Thái Lan.